# 壞壞男孩
〈壞壞男孩〉（英語：Bad Little Boy）是《探險活寶》第五季的第11集。在卡通頻道2013年2月18日播出。在這一集裡，艾薇爾告訴冰霸王一個有關她性轉換版艾爾的同人小說。